# (39558) Kishine
(39558) Kishine est un astéroïde de la ceinture principale.

## Description
(39558) Kishine est un astéroïde de la ceinture principale. Il fut découvert le 24 mai 1992 à Geisei par Tsutomu Seki. Il présente une orbite caractérisée par un demi-grand axe de 2,23 UA, une excentricité de 0,13 et une inclinaison de 3,7° par rapport à l'écliptique.

## Compléments